# Carl Honoré
Carl Honoré (nacido en 1967 en Escocia) es un periodista canadiense. Autor del libro Elogio de la lentitud (2004) sobre el «Movimiento lento».
Honoré nació en Escocia, pero se considera canadiense (en concreto, de la ciudad de Edmonton). Después de graduarse de la Universidad de Edimburgo con títulos en Historia e Italiano, trabajó con niños de calle en Brasil, lo cual le inspiró para iniciarse en periodismo. Desde 1991, ha informado sobre Europa y América Del Sur, trabajando tres años como corresponsal en Buenos Aires. Su trabajo ha aparecido en publicaciones como Economist, Observer, American Way, National Post, Globe and Mail, Houston Chronicle y el Miami Herald. 
Actualmente[¿cuándo?] trabaja y vive en Londres con su mujer y sus dos hijos.